# Univisium
Univisium (terme en llatí macarònic per a "unitat d'imatges") és una proposta de format de pel·lícula universal creada pel director de fotografia Vittorio Storaro i el seu fill, Fabrizio, per unificar totes les futures pel·lícules de cinema i televisió en una relació d'aspecte de 2:1.

## Predecessors
La relació d'aspecte de 2:1 es va utilitzar per primera vegada a la dècada de 1950 (1 d'abril de 1953) per a un dels dos formats plans que Universal Pictures va desenvolupar (amb el de 1,85:1), el format RKO Superscope, i com a opció en altres formats cinematogràfics. Un altre predecessor és el Toho Pan Scope de Toho, utilitzat a la pel·lícula kaiju de 1958 Daikaijū Varan i la reestrena japonesa de 1957 de Godzilla, King of the Monsters! (que al seu torn va ser la versió nord-americana del Godzilla de 1954), fent servir un procés anamòrfic similar al Superscope amb pel·lícula rodada en 1,37:1 monocrom, abans de ser retallada a 2:1 durant l'edició.

## La proposta principal
El 1998, el director de fotografia Vittorio Storaro va anunciar els seus plans per a un nou format de pel·lícula, que originalment s'anomenaria Univision, en una entrevista amb la revista International Photographer. Storaro va afirmar a la seva proposta escrita: "Recentment, qualsevol pel·lícula, per gran o petita que sigui, reeixida o no, tindrà, després d'una vida molt curta a la gran pantalla, una vida molt més llarga en una pantalla electrònica. Avui la còpia original està feta per a aquests dos mitjans diferents... Tenint aquests dos mitjans diferents, amb essencialment dues relacions d'aspecte diferents, cadascun de nosaltres (directors, dissenyadors de producció, directors de fotografia, operadors de càmera, etc.) compartim el malson de comprometre la composició de la imatge. Mirant a través d'un visor, una càmera o un monitor, sempre ens trobem davant d'almenys dues imatges del mateix subjecte."
Storaro creu que, en el futur del cinema, les pel·lícules es fotografiaran en vídeo d'alta definició per a petits cinemes de projecció digital íntims o en 65 mm per a pel·lícules de "gran públic... gran pantalla". Segons l'opinió del director de fotografia, com que totes les pel·lícules estaran en un dels dos formats, s'hauria d'adoptar un compromís de relació d'aspecte comú de 2,00:1 (mitjana matemàtica de 2,20:1, en 65 mm, i 1,78:1, en HD) per a totes les pel·lícules.
El director de fotografia va dir en una entrevista amb Bob Fisher: "Crec que és molt important que el públic vegi les pel·lícules exactament tal com van ser concebudes pel director i el director de fotografia. Aquesta és una solució".

## Proposta de la càmera de 35 mm Univisium
Storaro va reconèixer que la universalitat de l'HD encara no era viable i, per tant, va proposar una alteració de la fotografia estàndard de 35 mm per crear una relació d'aspecte de 2,00:1 i estalviar en pel·lícula. Mitjançant l'ús d'una àrea negativa semblant a la del marc de Super 35 (que utilitza l'amplada completa d'un marc de pel·lícula de 35 mm, a diferència del tradicional 35 mm que utilitza una àrea més petita del desplaçament del marc de 35 mm per poder acomodar espai per a una banda sonora òptica), combinat amb una mida de fotograma de 3 perforacions (a diferència de la fotografia estàndard de 35 mm, que utilitza quatre perforacions per fotograma). La càmera Univisium utilitzaria una obertura de 24 mm × 12 mm i tres perforacions per fotograma, que eliminarien els residus associats a la fotografia 2,40:1 Super 35 mm (en què gairebé el 50% es descarta del fotograma) i crearien una relació d'aspecte natural de 2,00:1, utilitzant tota l'àrea de la pel·lícula.
A més d'utilitzar l'àrea de pel·lícula completa, utilitzar tres perforacions per fotograma en lloc de quatre equival a utilitzar un 25% menys de pel·lícula durant el mateix temps de rodatge. Amb les tradicionals quatre perforacions per fotograma, la pel·lícula de 35 mm (a 24 fotogrames per segon) funciona a 90 peus per minut (4 minuts i 26 segons per 400 peus de pel·lícula), amb tres perforacions per fotograma funciona a 67,5 peus per minut (5 minuts i 56 segons per 400 peus de pel·lícula).Això significaria que cada cinta de pel·lícula tindria un 33% més de temps de rodatge i una producció que filmés el mateix temps total que una pel·lícula de quatre perforacions faria servir un 25% menys de pel·lícula.
La proposta també assenyala que la relació d'aspecte de 2,00:1 es pot aconseguir mitjançant lents esfèriques estàndard, que, en comparació amb les seves contraparts anamòrfiques, són més barates, més ràpides (requereixen menys llum), i tenen més profunditat de camp i menys imperfeccions visuals. També hi ha una varietat més gran d'objectius esfèrics i zoom que no pas de lents anamòrfiques.
Les tres perforacions també donen lloc a una càmera més silenciosa que la de 4 perforacions, ja que hi ha menys moviment intermitent per fotograma.
El format també demana gravar 25 fotogrames per segon, fet que elimina els problemes associats a la transferència de pel·lícula a vídeo en el sistema PAL i SECAM i encara és bastant senzill de transferir al format de vídeo NTSC.